# Bob Odenkirk
Robert John „Bob” Odenkirk (n. 22 octombrie 1962) este un actor, scriitor, regizor și producător american, cunoscut pentru rolul avocatului Saul Goodman din serialele Breaking Bad și Better Call Saul, pentru care a fost nominalizat la Globul de Aur și pentru seria Mr. Show with Bob and David difuzată de HBO.

## Viața timpurie
Odenkirk s-a născut în Berwyn, Illinois, și a crescut în apropiere de Naperville. El este unul dintre cei șapte copii ai lui Walter și Barbara Odenkirk, romano-catolici de origine germană și irlandeză. Walter Odenkirk a murit de cancer osos în 1995.

## Filmografie

### Filme de cinema
| † | Filme care nu au fost încă lansate |

| An            | Titlu                               | Rol                                     | Note                                                   |
| ------------- | ----------------------------------- | --------------------------------------- | ------------------------------------------------------ |
| 1993          | Wayne's World 2                     | Concert Nerd                            |                                                        |
| 1994          | Clean Slate                         | Cop                                     |                                                        |
| 1996          | The Truth About Cats & Dogs         | Bookstore Man                           |                                                        |
| 1996          | The Cable Guy                       | Pete Kovacs                             |                                                        |
| 1996          | Waiting for Guffman                 | Caped Man at Audition                   | Scene șterse                                           |
| 1997          | Hacks                               | Cellmate                                |                                                        |
| 1999          | Can't Stop Dancing                  | Simpson                                 |                                                        |
| 2000          | The Independent                     | Figure                                  |                                                        |
| 2001          | Dr. Dolittle 2                      | Animal Groupie #4 / Forest Animal / Dog | Voce                                                   |
| 2001          | Monkeybone                          | Head Surgeon                            |                                                        |
| 2002          | Run Ronnie Run!                     | Terry Twillstein / Various              | Și scenarist                                           |
| 2003          | Melvin Goes to Dinner               | Keith                                   | Și regizor                                             |
| 2004          | My Big Fat Independent Movie        | Steve                                   |                                                        |
| 2005          | Sarah Silverman: Jesus Is Magic     | Manager                                 |                                                        |
| 2005          | Cake Boy                            | Darnell Hawk                            |                                                        |
| 2006          | Danny Roane: First Time Director    | Pete Kesselmen                          |                                                        |
| 2006          | Relative Strangers                  | Mitch Clayton                           |                                                        |
| 2006          | Let's Go to Prison                  | Duane                                   | Also director                                          |
| 2007          | The Brothers Solomon                | Jim Treacher                            | Also director                                          |
| 2007          | Super High Me                       | Bob                                     | Documentar                                             |
| 2009          | Operation: Endgame                  | Emperor                                 |                                                        |
| 2010          | Blood into Wine                     | French Winemaker                        | Documentar                                             |
| 2011          | Son of Morning                      | Fred Charles                            |                                                        |
| 2011          | Take Me Home Tonight                | Mike                                    |                                                        |
| 2012          | Tim and Eric's Billion Dollar Movie | Schlaaang Announcer                     | Voce, cameo                                            |
| 2012          | The Giant Mechanical Man            | Mark                                    |                                                        |
| 2013          | Ass Backwards                       | Pageant MC                              |                                                        |
| 2013          | Dealin' with Idiots                 | Coach Jimbo                             |                                                        |
| 2013          | The Spectacular Now                 | Dan                                     |                                                        |
| 2013          | Movie 43                            | P.I.                                    | Și regizor nemenționat; segmentul: "Find Our Daughter" |
| 2013          | Nebraska                            | Ross Grant                              |                                                        |
| 2014          | Boulevard                           | Winston                                 |                                                        |
| 2015          | I Am Chris Farley                   | Rolul său                               | Documentar                                             |
| 2015          | Hell and Back                       | The Devil                               | Voce                                                   |
| 2015          | Freaks of Nature                    | Shooter Parker                          |                                                        |
| 2017          | Girlfriend's Day                    | Ray Wentworth                           | Și producător și scriitor                              |
| 2017          | The Disaster Artist                 | Stanislavski Teacher                    | Cameo                                                  |
| 2017          | The Post                            | Ben Bagdikian                           |                                                        |
| 2018          | Incredibles 2                       | Winston Deavor                          | Voce                                                   |
| 2019          | N-ai șanse, frate!                  | Președintele SUA Chambers               |                                                        |
| 2019          | Dolemite Is My Name                 | Lawrence Woolner                        | nemenționat                                            |
| 2019          | Little Women                        | Părintele Robert March                  |                                                        |
| 2021          | Nobody                              | Hutch Mansell                           | Și producător                                          |
| 2021          | Halloween Kills                     | Bob Simms                               | Cameo foto                                             |
| 2022          | Life Upside Down                    | Jonathan Wigglesworth                   |                                                        |
| 2022          | The People's Joker                  | Bob the Goon                            | Voce, cameo                                            |
| 2025          | Nobody 2 †                          | Hutch Mansell                           | Post-producție; și producător și scriitor              |
| Va fi anunțat | The Room Returns! †                 | Johnny                                  | Post-producție                                         |
| Va fi anunțat | Normal †                            | Ulysses                                 | Post-producție; și producător și scriitor              |

## Legături externe
- Site web oficial
- Bob Odenkirk la Internet Movie Database